# ダイハツ・ゼブラ
ゼブラ（ZEBRA）は、日本の自動車メーカー、ダイハツ工業により製造・販売されたアジア向けの小型商用車である。

## 概要
直列3気筒、1.0L・SOHC6バルブのハイゼットに比べ、直列4気筒で排気量が1.3Lから1.6Lと大きく、動弁系もSOHC16バルブとしたエンジン（1.3L・HC型および1.6L・HD型）を積む、上級車種となっている。
インドネシアのアストラ・ダイハツ（P.T. Astra Daihatsu Motor: ADM、ジャカルタ）による設計で、同社のスンター工場で生産された。
バリエーションは、ピックアップの「ゼブラ マスター」と、1BOXタイプの「マルチバン」と呼ばれる2つのシリーズからなり、さらに、マルチバンには、荷室の窓がない、「ブラインドバン」と、MPVの「ゼブラ エスパス」がある。
また、マレーシアではプロドゥアによって姉妹車がプロドゥア・ルサの車名で製造・販売されていた。
1980年代後半から製造され、1996年にはモデルチェンジが行われた。グランマックスの登場により生産を終了。

## 初代 S88/89型（1986年 - 1996年）
- 1986年8月1日、7代目S80系ハイゼットを普通車規格に合わせ、ボディサイズを拡大して発売。搭載エンジンは53PSを発揮する993cc直列3気筒CB型。型式はS88型。
- 1989年10月、搭載エンジンを72PSを発揮する1295cc直列4気筒HC-C型へ変更[1][2][3]。これにより型式もS89型へ変更となる。販売台数は前年比で倍増となった。トラックはD130ジャンボを名乗る。

## 2代目 S90/91/92型（1996年 - 2008年）
- 1996年 S100系ハイゼットをベースにフルモデルチェンジ。
- 2008年 S400系グランマックス（日本でトヨタ・タウンエース/トヨタ・ライトエースとして販売）の登場に伴い生産終了。

前期型

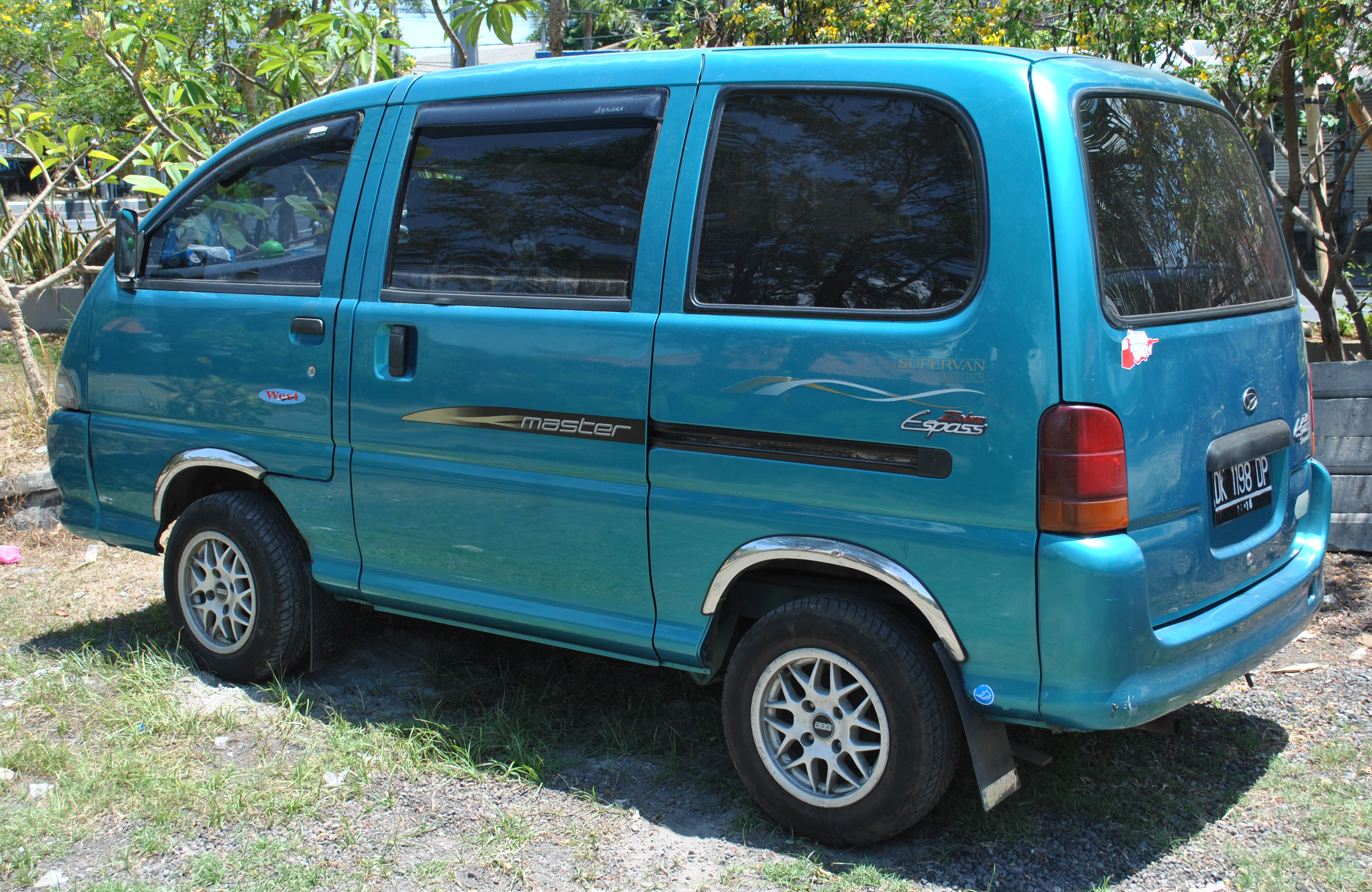
エスパス（リア）

後期型

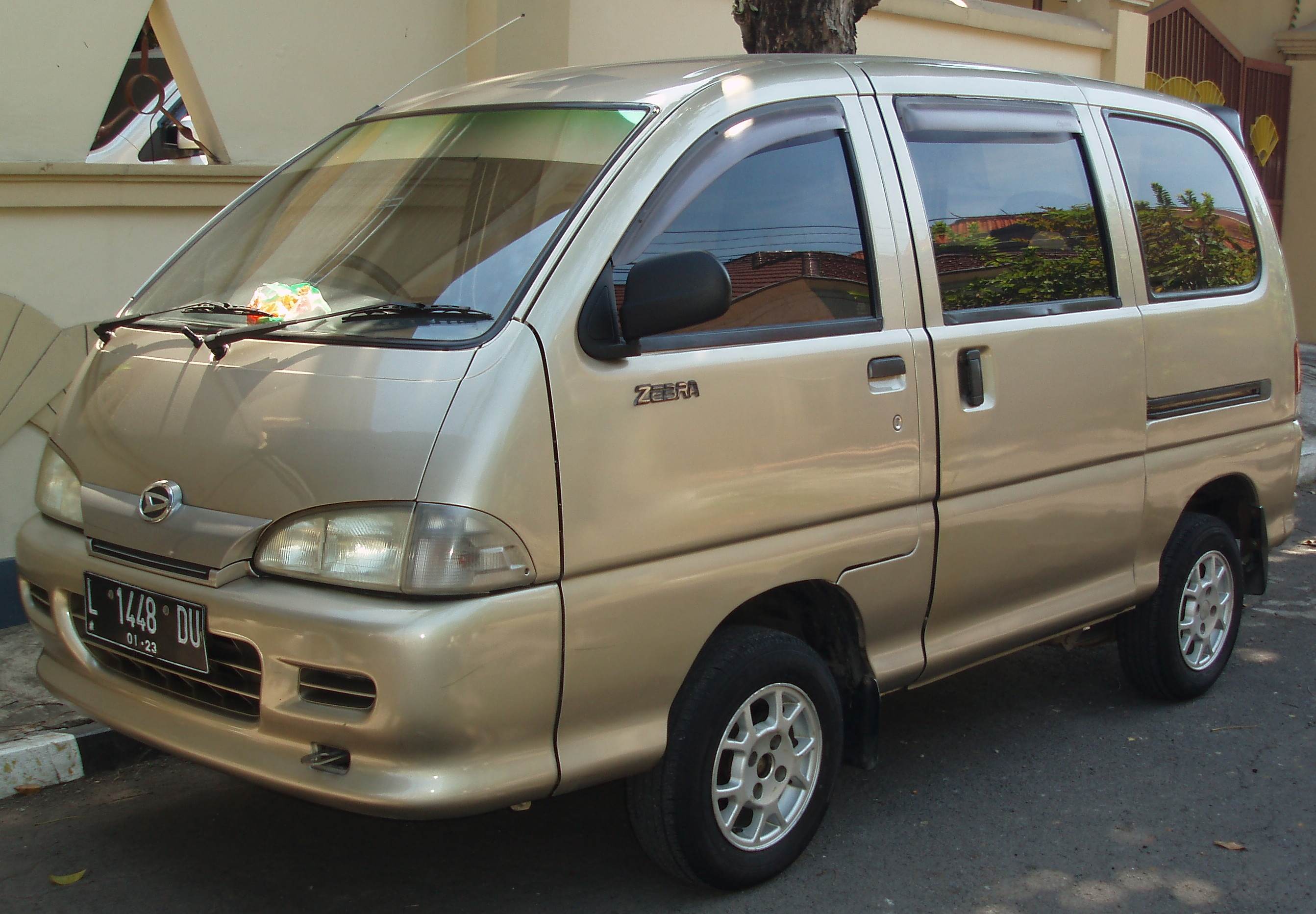
エスパス ZL 1.3（フロント）
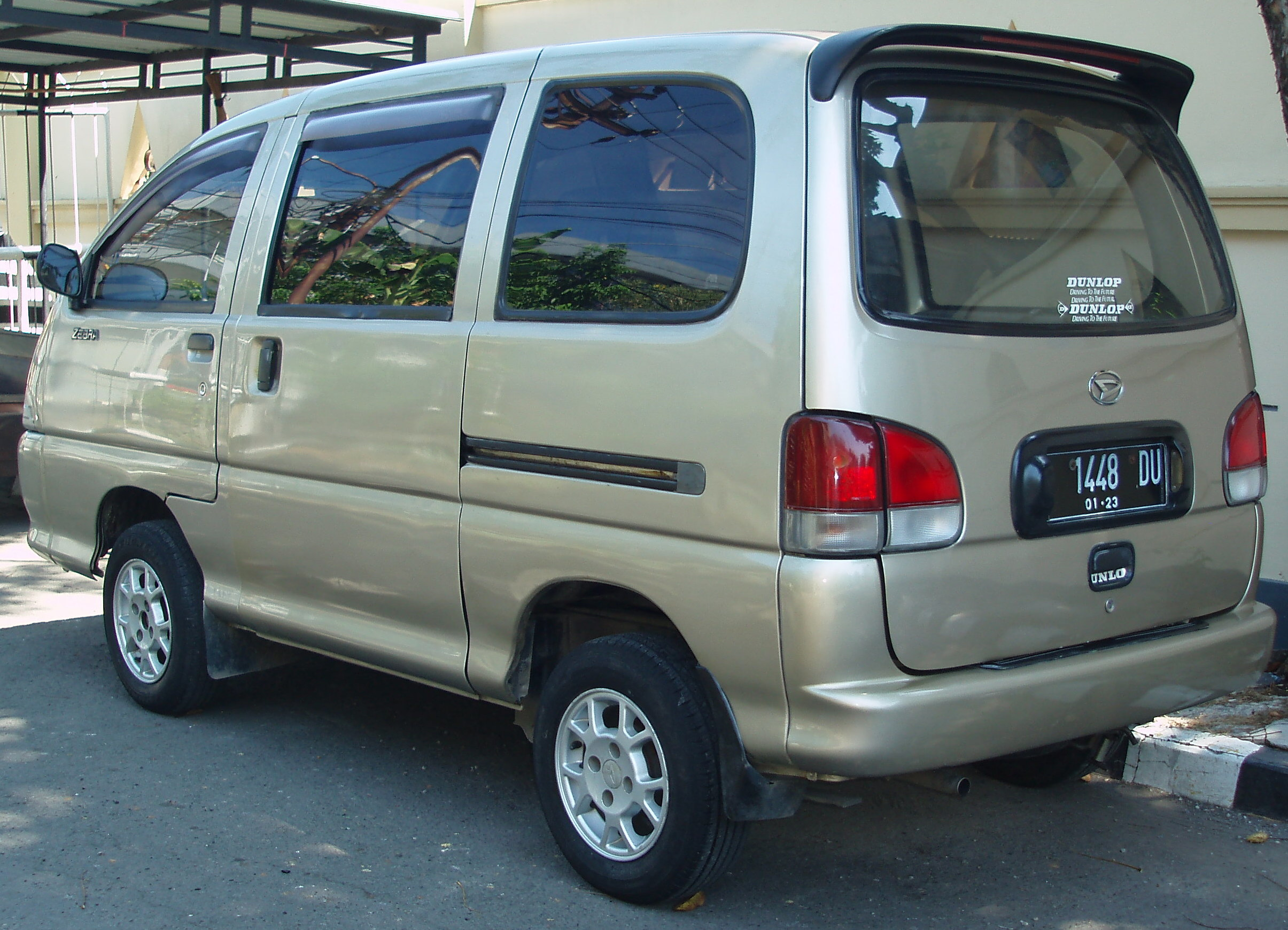
エスパス ZL 1.3（リア）

ピックアップ

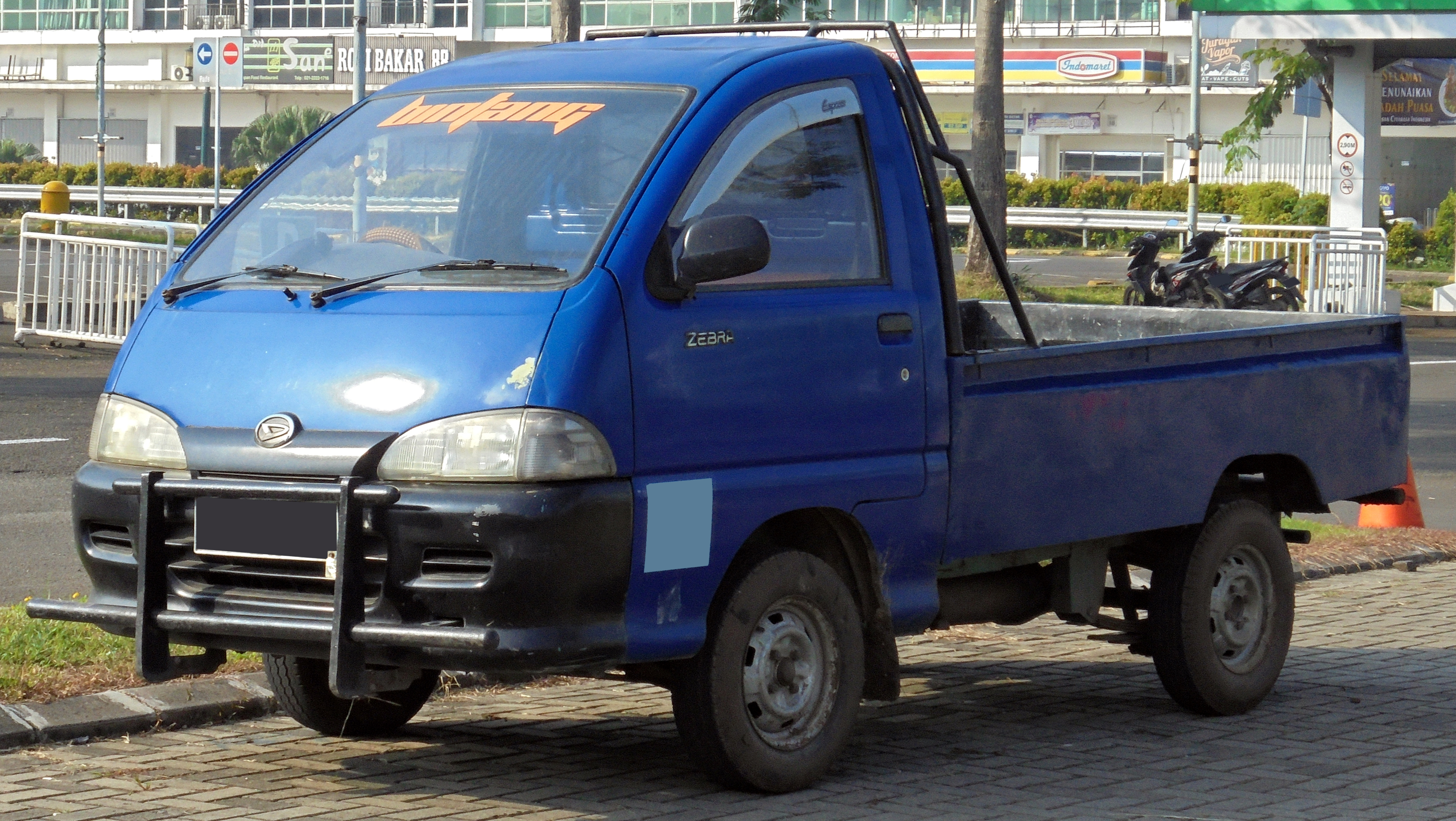
スタンダード 1.3